# نادي جمشيدبور
نادي جمشيدبور هو نادي كرة قدم هندي مقره جمشيدبور، جهارخاند. تنافس النادي كعضو في الدوري الهندي الممتاز بموجب ترخيص من اتحاد الهند لكرة القدم (AIFF). تأسس النادي في 12 يونيو 2017 ، عندما فازت تاتا ستيل بحقوق المناقصة لأحد مواقع التوسعة في الدوري الهندي الممتاز.
النادي مملوك لشركة تاتا ستيل ‏ ، وهي شركة تابعة لمجموعة تاتا . جمشيدبور هو أول نادي في الدوري الهندي الممتاز لديه ملعب للمباريات وملعب تدريب خاص به. استعانوا بخريجي أكاديمية تاتا لكرة القدم ‏ (TFA) التي أسسها فريق تاتا.

## الشعار
الشعار مستدير الشكل ، بداخله درع (شكل يشبه شعار أكاديمية تاتا لكرة القدم ‏ ). تصور منحوتة لكرة القدم من الفولاذ المصهور ، مشيرة إلى أصول تاتا ستيل التابعة لجامشيدبور وعقود من جولة مجموعة تاتا في كرة القدم عبر أكاديمية تاتا لكرة القدم وجهود شعبية متعددة. تتميز الدائرة الخارجية للقمة باسم النادي المكتوب باللغة الإنجليزية والرموز القبلية التي تشيد بالتاريخ القبلي الغني لولاية جهارخاند .

## رعاة القميص ومصنعي الطقم
| فترة                  | طقم الصانع | قميص الراعي |
| --------------------- | ---------- | ----------- |
| 2017-2018             | نيفيا      | تاتا        |
| 2018 إلى الوقت الحاضر | نيفيا      | تاتا ستيل   |

في عام 2017 ، وقع جمشيدبور صفقة مع نيفيا سبورت كراعٍ رسمي للطقم من موسم 2017-18. نيفيا سبورت هو الراعي الرسمي لنادي جمشيدبور.

## الملعب

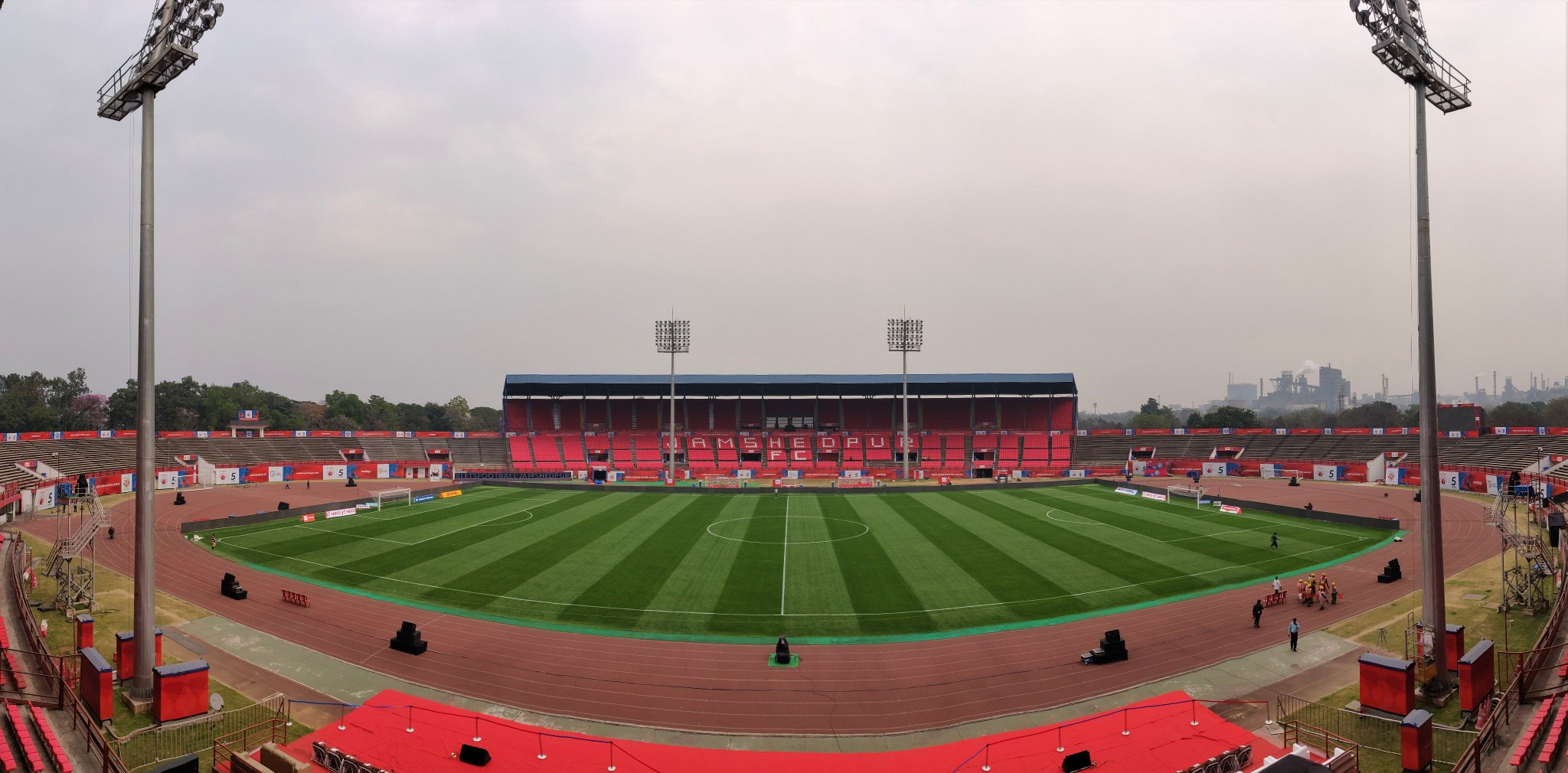

يلعب جمشيدبور المبارايات على أرضه في ملعب جي آر دي تاتا سبورت. تم بناء الاستاد في الأصل في عام 1991 ، مع سعة تقدر بستين ألف متفرج. تم تسمية الملعب على اسم الرئيس السابق لـ «مجموعة تاتا» جي آر دي تاتا .

## الرعاة
فيما يلي الجهات الراعية لـ JFC (المسمى «شركاء JFC»):
راعي الاسم
- تاتا

الرعاة الرسميون
- تاتا ستيل
- تاتا موتورز
- تي سي إس
- تاتا ترست
- طيران أسيا
- بايتم
- أمازون (الهند)
- نيفيا سبورت

## روابط خارجية
- الموقع الرسمي
- جمشيدبور في الموقع الرسمي للدوري الهندي الممتاز